# Ilkivka, Vinnîțea
Ilkivka (în ucraineană Ільківка) este localitatea de reședință a comunei Ilkivka din raionul Vinnîțea, regiunea Vinnița, Ucraina.

## Demografie
Componența lingvistică a localității Ilkivka
     Ucraineană (98,9%)
     Alte limbi (1,1%)
Conform recensământului din 2001, majoritatea populației localității Ilkivka era vorbitoare de ucraineană (98,9%), existând în minoritate și vorbitori de alte limbi.